# Theridion attritum
Theridion attritum là một loài nhện trong họ Theridiidae.
Loài này thuộc chi Theridion. Theridion attritum được Eugène Simon miêu tả năm 1908.

## Hình ảnh

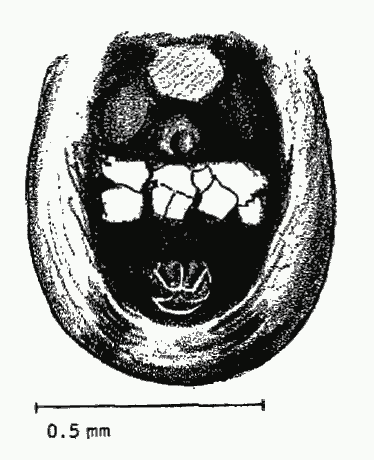